# Liridon Selmani
Liridon Selmani, född 12 juni 1992, är en svensk fotbollsspelare som spelar för Andersbergs IK.

## Karriär
Selmanis moderklubb är Hyltebruks IF. 2011 gick han till Halmstads BK. I augusti 2013 gick Selmani till IK Oddevold. I februari 2014 skrev han på för norska Østsiden IL. Selmani spelade totalt 13 matcher och gjorde lika många mål, varav 11 ligamatcher och 10 ligamål. I augusti 2014 återvände han till IK Oddevold.
I juli 2015 värvades Selmani av IS Halmia. I januari 2016 gick han till Varbergs BoIS. Inför säsongen 2017 gick Selmani återigen till norska Østsiden IL. Han spelade totalt 15 matcher och gjorde nio mål, varav 12 ligamatcher och åtta ligamål. I juli 2017 blev Selmani klar för sin tredje sejour i IK Oddevold.
I januari 2019 värvades Selmani av Karlstad BK, där han skrev på ett tvåårskontrakt. Den 6 juli 2019 gjorde Selmani ett hattrick i en 5–0-vinst över Gefle IF. Inför säsongen 2020 slogs Karlstad BK ihop med Carlstad United och bildade IF Karlstad. I augusti 2020 värvades Selmani av Dalkurd FF, där han skrev på ett halvårskontrakt.
I december 2020 lämnade Selmani elitfotbollen och blev klar för division 6-klubben Andersbergs IK. Han gjorde 23 mål på 15 matcher under säsongen 2021.

## Landslagskarriär
I januari 2013 blev Selmani uttagen i det albanska U21-landslaget. Han debuterade den 6 februari 2013 i en 0–0-match mot Makedonien.